# Сайды (Верхоянский улус)
Сайды (якут. Сайдыы) — село в Верхоянском улусе Якутии (Россия). Административный центр Эгинского наслега.

## География
Село Сайды расположено в северной части Верхоянского улуса, у слияния рек Бытантай и Яна, в 200 км к северу от Батагая. В 90 км севернее находится село Осохтох, также входящее в Эгинский наслег. Почва в некоторых местах глинистая. Сенокосные поля имеют большое количество воды и трясины.Самая близкая гора называется Ымыйахтаах и Мухтай. В окрестностях поселка есть очень много озёр: Ымыйахтаах, Сордонноох, Нимсир, Айаан, Манас, Чэйдээх, Алысардах, Бэрэ и т. д. Одно озеро стоит прямо в западном конце поселка и называется Чуо5ур(Чуохур).
Улицы поселка не асфальтированы, имеют небольшие ямы и каждый год проводят ремонтные работы. Имеется 6 улиц: Спортивная, Советская, Колхозная, Озерная, Строительная, Новая. Около улицы Новая стоит старинная, но все ещё устойчивая геологоразведочная вышка.
Климат
Резко континентальный. Климат весьма зависим от циклонов и климатических фронтов, приходящих с Севера за счет отсутствия естественных природных барьеров от ветров Северо-Ледовитого океана. Выше по течению реки Яна в Верхоянске находится Полюс холода северного полушария. Средняя температура июля составляет +18 градусов, а максимальная +39 градусов. Средняя температура января −43, а минимальная −57 градусов.

## История
В 1867 году И. А. Худяков в своем труде «Краткое описание Верхоянского округа» отмечает о мифологии эгинцев: 
«Предки наши, — рассказывали мне эгинцы, — в старину ели своих младенцев. Жили раз старик со старухой; приготовились, хотели съесть своего сына, уже большого. Прилетела к ним эта птица (ястреб), принесла шерсть сохатого и бросила на младенца. Тогда родители остановились, не стали убивать своё дитя; сын бросился за птицей, дошел до пропавшего сохатого и принес его мяса родителям; они съели сохатого, а его оставили в живых. С тех пор стали почитать ястреба богом»
.
В 1930-е годы в участке Асар был образован Эгинский колхоз, в 1932 году открылась школа.

## Население
| 2001 | 2002 | 2010 | 2021 |
| ---- | ---- | ---- | ---- |
| 732  | ↘684 | ↘560 | ↘429 |

В последние годы население резко уменьшается из-за массового оттока в города и низкой рождаемости.

## Экономика
Основная отрасль — сельское хозяйство (скотоводство, коневодство), а также пушной промысел и рыболовство. Хозяйственный центр лесопромышленного пункта. Речная пристань. Строится новая ДЭС и перевалочный центр Верхоянского улуса(района).

## Инфраструктура
Есть два детских сада, средняя общеобразовательная школа, пришкольный интернат, краеведческий музей, дом культуры, сельская библиотека, общественный центр досуга при ДК.Эгинская участковая больница. Котельная.

## Транспорт
Поблизости имеется аэропорт. Базируется АК Полярные авиалинии. Протяженность ВПП — 500 м (для самолётов АН-2 и АН-3).